# دانشگاه صنعتی لوبلین
دانشگاه صنعتی لوبلین (به لاتین: Lublin University of Technology) یک دانشگاه در لهستان است که در لوبلین واقع شده‌است.